# 리튬 알루미네이트
알루미네이트 리튬(LiAlO2) 또는 산화리튬은 리튬의 알루미네이트인 무기 화합물이다. 마이크로 전자공학에서 알루미네이트 리튬은 질산 갈륨의 격자 매칭 기질로 간주된다. 핵 기술에서, 리튬 알루미네이트는 핵융합을 하기 위한 삼중수소 연료를 준비하기 위해 고체 삼중수소 증식자 물질로 연구 중이다.